# Le Galérien
Le Galérien est une chanson populaire française du XXe siècle, écrite en 1942 d'après une ancienne chanson de bagnards russes comportant de multiples variantes. Maurice Druon et Joseph Kessel ont écrit les paroles françaises et Léo Poll a arrangé la mélodie populaire russe.

## Postérité
Le Galérien est d'abord interprété par Germaine Sablon  puis par Samson Fainsilber, Yves Montand, les Compagnons de la chanson en 1950, ensuite par Armand Mestral, puis Mouloudji en 1958, Félix Leclerc, Dorothée en 1985 dans la longue série du "Jardin des Chansons" et enfin par de nombreux autres artistes interprètes.

## Le thème
La chanson, sur un air assez solennel, se présente comme la confession d'un galérien qui regrette de ne pas avoir écouté les conseils de sa mère. Ce qui fait que, à la suite de son père, il est à son tour devenu galérien.
Le refrain commence par les mots :
J'ai pas tué, j'ai pas volé
Mais j'ai pas cru ma mère
En russe, la chanson comporte le leitmotiv : 
Помню, помню, помню я (Pomniou, pomniou, pomniou ia)
Как меня мать любила, (Kak menia mat lioubila)
И не раз, и не два (I ne raz, i ne dva)
Она мне так говорила  (Ona mne tak govorila)
qu'on peut traduire ainsi :
Je me souviens, je me souviens, je me souviens
Comme ma mère m'aimait,
Et pas seulement une fois, et pas seulement deux fois
Elle me parlait ainsi 